# Condado de Glenn
O condado de Glenn (em inglês:  Glenn County) é um dos 58 condados do estado americano da Califórnia. Foi incorporado em 1891. A sede do condado é Willows e a cidade mais populosa é Orland.

## Geografia
De acordo com o United States Census Bureau, o condado possui uma área de 3 437 km², dos quais 3 403 km² estão cobertos por terra e 34 km² por água.

## Demografia
Segundo o censo nacional de 2010, o condado possui uma população de 28 122 habitantes e uma densidade populacional de 8,2 hab/km². Possui 10 778 residências, que resulta em uma densidade de 3,2 residências/km².
Das 2 localidades incorporadas no condado, Orland é a cidade mais populosa e também a mais densamente povoada, com 7 291 habitantes e densidade populacional de 948 hab/km². Nenhuma das duas cidades possuem população superior a 10 mil habitantes.